# مصطفى سعد (لاعب كرة قدم)
مصطفى سعد ميسي (مواليد 22 أغسطس 2001) هو لاعب كرة قدم مصري يلعب في مركز الجناح الأيمن لصالح النادي الأهلي المصري. 